# 1768 au théâtre
| Années du théâtre : 1765 - 1766 - 1767 - 1768 - 1769 - 1770 - 1771    |
| Décennies du théâtre : 1730 - 1740 - 1750 - 1760 - 1770 - 1780 - 1790 |

## Pièces de théâtre publiées
- Goethe, Les Complices, tragédie (1768-1769).
- Paul-Philippe Gudin de La Brenellerie, Lothaire et Valrade, ou le Royaume mis en interdit, tragédie, Amsterdam, D. J. Changuion, 1768, 88 p.
- François-Antoine Quétant, L'Écolier devenu maître ou le Pédant joué, comédie. Paris.

## Pièces de théâtre représentées
- 29 janvier : The Good-Natur'd Man (l’Homme de bonne qualité), comédie d’Oliver Goldsmith, Londres, Théâtre de Covent Garden.
- 2 février : L'Honnête Criminel, ou l'Amour filial, drame de Charles-Georges Fenouillot de Falbaire de Quingey, Paris, théâtre privé de l'Hôtel de Villeroy.
- 27 mai : La Gageure imprévue, comédie de Michel-Jean Sedaine, Paris, Théâtre Français.
- 27 juillet : Les Deux Frères, ou la Prévention vaincue d'Alexandre-Guillaume de Moissy, Paris, Théâtre Français.
- 20 août : Le Huron, comédie en 2 actes et en vers, mêlée d'ariettes de Jean-François Marmontel, adaptée de L'Ingénu de Voltaire, Paris, Théâtre italien.
- 14 septembre : Laurette, comédie en 2 actes et en vers libres de Gérard Dudoyer, Théâtre Français.

## Naissances
- 14 août : María Rosa de Gálvez, poétesse et dramaturge espagnole, morte le 2 octobre 1806.
- 18 novembre : Zacharias Werner, poète, dramaturge et prédicateur allemand, mort le 17 janvier 1823.
- Date précise inconnue ou non renseignée :
  - Adélaïde-Thérèse Feuchère, actrice française, active en Suède, morte en 1845.

## Décès
- 24 octobre : Antoine Gautier de Montdorge, dramaturge et librettiste d'opéra français, né le 17 janvier 1701.